# Даниел Стъридж
Даниел Андре „Дани“ Стъридж (на английски: Daniel Andre "Danny" Sturridge) е бивш английски футболист роден на 1 септември 1989 г. в Бирмингам, Англия. 

## Кариера

### Начални години
Стъридж започва своята кариера в Астън Вила преди да се премести в Ковънтри през 2002. Оттам англичанина се присъединява към академията на Манчестър Сити през 2003 на 13-годишна възраст. По-късно Футболната Асосиация осъжда Манчестър Сити да плати на Ковънтри 30 000 евро обезщетение, като сумата може да нарасне до 200 000 евро въз основа на международните изяви и отличия на Стъридж. През следващата година той бе водещ голмайстор и беше номиниран за играч на сезона, след като юношеската академия на "гражданите" спечели най-големия турнир за футболисти до 15 години — Найк Къп. На 16 Дани играе за Манчестър Сити по време на Младежката ФА Къп. Въпреки че беше най-младият в отбора той вкара четири гола по пътя към финала, както и още два на самия него, но въпреки това те не бяха достатъчни, за да се предотврати общата загуба от Ливърпул с 3:2. Това лято, той подписа първия си професионален договор, който влезе в сила, когато той стана на 17.

### Манчестър Сити
Още с началото на сезон 2006/07 Стъридж започва да тренира с първия отбор на "гражданите". След като отбелзва хеттрик за резервите той получава място на скамейката. Дебютът си за първия отбор прави на 5 февруари 2007 г. срещу Рединг, като смяна в 75 мин. на мястото на Георгиос Самарас. Първия си гол за Сити, Дани отбелязва на 27 януари 2008 г. в мач за ФА къп срещу Шефилд Юнайтед, а три дни по-късно отбелязва и първия си гол във Висшата лига срещу Дарби Каунти. През сезон 2007-08 Стъридж става единствения играч в историята, който е отбелязвал гол във ФА къп за младежи, ФА Къп и Висшата лига в един сезон. През сезон 2008-09 взема 16 участия като вкарва 4 гола и прави 3 асистенции, в края на сезона той бива избран от феновете за Най-добър млад играч на сезона.

### Челси
На 3 юли 2009 г. Стъридж преминава в Челси като свободен агент и подписва 4-годишен договор. Манчестър Сити предивяват искания към Челси и така нещата се пренасят в съда. На 14 януари 2010 г. футболната асоциация решава Челси да заплати начална вноска в размер на 3.5 млн. паунда и след това по още 500 хил. паунда на 10,20,30, и 40 участия за клуба. Също така ако Стъридж бъде повикат в националния отбор на Англия Манчестър Сити ще получат още 1 млн. паунда и 15% от цената на играча ако той бъде продаден на друг отбор.

#### Сезон 2009-10
Първия си гол за Челси отбелязва в приятелския мач срещу Сиатъл Саундърс. На 18 август 2009 г. прави дебюта си за Челси във Висшата лига срещу Съндърланд като смяна на Дидие Дрогба. На 16 Септемви 2009 г. Стъридж отбелязва хеттрик за резервите срещу Ипсуич. В мач за Карлинг къп на 28 октомври 2009 г. срещу Болтън, той започва като титуляр. Първия си мач като титуляр във Висшата лига Стъридж прави на Boxing Day (т.е 26 декември) в гостуването срещу Бирмингам. Първия си гол за Челси във Висшата лига Дани отбелязва на 25 април 2010 г. при убедителната победа над Стоук Сити със 7:0.

#### Сезон 2010-11
На 15 септември 2010 г. при дебюта си като титуляр във Шампионска лига отбелязва и първия си гол в тази надпревара след победа над Жилина с 1:4. Своят втори гол в Шампионска лига отбелязва при втория мач на Челси срещу Жилина 2:1. По-късно през сезона отбелязва нови два гола за Челси във ФА Къп срещу Ипсуич.

#### Наем в Болтън
На 31 януари 2011 г. Стъридж преминава под наем в Болтън до края на сезона. Там той отблезва 8 гола в 12 мача.

#### Сезон 2011-12
След като получава червен картон в последния мач на сезон 2010-11 Стъридж е наказан за първите 3 мача от новия сезон. При завръщането си на 10 септември 2010 г. срещу Съндърланд, той отбелязва гол в 50-ата мин. На 2 октомври нападателят се завръща на Рийбок Стейдиъм, но този път като играч на Челси и вкарва два гола, като първият идва едва след 90 секунди игра. Даниел не празнува след нито един от двата гола, а показва уважение към феновете на отбора, заради който успява да се наложи в стартовия състав на сините. На 15 октомври вкарва гол във вратата на Евертън. На 26 октомври Челси отново се изправя срещу Евертън, но този път за ФА къп, Даниел отново вкарва и носи победата на лондочани в 116-ата мин. На 20 ноември той влиза като смяна срещу Ливърпул и вкарва своя 5-и гол за сезона. 6-ия и 7-ия си гол Стъридж отбелязва при победите на Челси над Нюкасъл и Уулвърхемптън с по 3:0.

#### Сезон 2012/13
През сезон 2012/13 Стъридж е предимно резерва след идването на Виктор Моузес и Марко Марин в отбора. Изиграва едва 7 срещи, в които вкарва един гол.

### Ливърпул
На 2 януари 2013 преминава в Ливърпул за 12 млн. паунда.

## Национална кариера

### Младежки състав
Стъридж представлява Англия при младежите още от 16-годишна възраст. С младежкия отбор на Англия участва на Европейското първенство за младежи през 2011 г.

### Първи състав
На 6 ноември 2011 г. Даниел получава повиквателна за приятелските среща на Англия с Испания и Швеция. В мача с Испания остава на скамейката, но получава обещание от Фабио Капело, че играе в следващия мач срещу Швеция. Селекционерът удържа на думата си и включва младия нападател в стартовата единайсеторка, след това го заменя в 58-ата мин.

## Статистика
| Отбор          | Сезон   | Първенство | Първенство | Първенство | ФА Къп  | ФА Къп | ФА Къп     | Карлинг Къп | Карлинг Къп | Карлинг Къп | Европейски клубни турнири | Европейски клубни турнири | Европейски клубни турнири | Друг    | Друг   | Друг       | Общо    | Общо   | Общо       |
| Отбор          | Сезон   | Участия    | Голове     | Асистенции | Участия | Голове | Асистенции | Участия     | Голове      | Асистенции  | Участия                   | Голове                    | Асистенции                | Участия | Голове | Асистенции | Участия | Голове | Асистенции |
| -------------- | ------- | ---------- | ---------- | ---------- | ------- | ------ | ---------- | ----------- | ----------- | ----------- | ------------------------- | ------------------------- | ------------------------- | ------- | ------ | ---------- | ------- | ------ | ---------- |
| Манчестър Сити | 2006-07 | 2          | 0          | 0          | 0       | 0      | 0          | 0           | 0           | 0           | 0                         | 0                         | 0                         | 0       | 0      | 0          | 2       | 0      | 0          |
| Манчестър Сити | 2007-08 | 3          | 1          | 1          | 1       | 1      | 0          | 0           | 0           | 0           | 0                         | 0                         | 0                         | 0       | 0      | 0          | 4       | 2      | 1          |
| Манчестър Сити | 2008-09 | 16         | 4          | 2          | 1       | 0      | 0          | 1           | 0           | 0           | 8                         | 0                         | 1                         | 0       | 0      | 0          | 26      | 4      | 3          |
| Манчестър Сити | Общо    | 21         | 5          | 3          | 2       | 1      | 1          | 1           | 0           | 0           | 8                         | 0                         | 1                         | 0       | 0      | 0          | 32      | 6      | 4          |
| Болтън         | 2010-11 | 12         | 8          | 0          | -       | -      | -          | -           | -           | -           | -                         | -                         | -                         | -       | -      | -          | 12      | 8      | 0          |
| Болтън         | Общо    | 12         | 8          | 0          | 0       | 0      | 0          | 0           | 0           | 0           | 0                         | 0                         | 0                         | 0       | 0      | 0          | 12      | 8      | 0          |
| Челси          | 2009-10 | 13         | 1          | 2          | 4       | 4      | 0          | 1           | 0           | 0           | 2                         | 0                         | 0                         | 0       | 0      | 0          | 20      | 5      | 2          |
| Челси          | 2010-11 | 13         | 0          | 0          | 1       | 2      | 0          | 1           | 0           | 0           | 5                         | 2                         | 0                         | 1       | 0      | 1          | 21      | 4      | 1          |
| Челси          | 2011-12 | 15         | 9          | 3          | 0       | 0      | 0          | 2           | 1           | 0           | 4                         | 0                         | 1                         | 0       | 0      | 0          | 20      | 10     | 4          |
| Челси          | Общо    | 41         | 11         | 5          | 5       | 6      | 0          | 4           | 1           | 0           | 11                        | 2                         | 1                         | 1       | 0      | 1          | 61      | 19     | 7          |
| Общо           | Общо    | 72         | 22         | 8          | 7       | 7      | 1          | 5           | 1           | 0           | 19                        | 2                         | 1                         | 1       | 0      | 1          | 101     | 32     | 12         |